# 上埃尔巴赫
上埃尔巴赫是德国莱茵兰-普法尔茨州的一个市镇。总面积3.63平方公里，总人口535人，其中男性278人，女性257人（2011年12月31日），人口密度147人/平方公里。